# Аллахвердов, Михаил Андреевич
Михаил Андреевич Аллахвердов (1900—1968) — деятель советских органов государственной безопасности, генерал-майор (1945).

## Биография
Родился в 1900 году в городе Шуша в Нагорном Карабахе. По национальности армянин.
Учился в гимназии в Андижане (Узбекистан), не закончив которую, в 1918 году вступил в Красную Армию. В составе 3-го Туркестанского стрелкового полка принимал участие в боях с басмачами.
В 1919 году перешёл на службу в органы ВЧК. В 1920 году вступил в РКП(б). В июне 1921 года был назначен заместителем начальника Особого отдела Памирской военно-политической экспедиции. В 1923 году был переведён в Восточный отдел Центрального аппарата ОГПУ.
В 1925 году без отрыва от оперативной работы закончил Восточный факультет Военной академии РККА имени М. В. Фрунзе. В том же году приступил к разведывательной работе в Персии (с 1928 по 1930 годы — в Персии был резидентом внешней разведки).
С 1930 по 1933 годы работал в аппарате Иностранного (разведывательного) отдела ОГПУ. С 1933 по 1934 годы Михаил Аллахвердов был резидентом советской разведки в Австрии, Швейцарии и Франции, с 1934 по 1936 годы — резидентом в Афганистане, с 1936 по 1938 годы — резидентом в Турции.
С 1938 по 1941 годы работал в центральном аппарате внешней разведки НКВД в Москве. С началом Великой Отечественной войны до 1944 года снова стал резидентом в Афганистане. После возвращения в Москву Михаил Аллахвердов возглавил информационный отдел в Первом управлении КГБ СССР.
В 1945 году был командирован в Швейцарию для выполнения специального разведывательного задания. С ноября 1947 по 1955 год работал заместителем начальника Высшей разведывательной школы КГБ СССР по учебной и научной части, одновременно занимался научной и педагогической деятельностью. С 1955 года в отставке по выслуге лет.
Умер в 1968 году в Москве. Похоронен на Новодевичьем кладбище.

## Награды
- орден Ленина;
- два ордена Красного Знамени;
- орден Отечественной войны I степени;
- орден «Знак Почета»;
- Медали;
- Знак «Почетный чекист».